# Małgorzata Knop
Małgorzata Knop, z domu Błoch (ur. 3 marca 1967) – polska koszykarka, występująca na pozycjach rzucającej ub niskiej skrzydłowej, multimedalistka mistrzostw Polski.

## Osiągnięcia
- Mistrzyni Polski (1989–1992)
- Wicemistrzyni Polski (1988, 1993, 1994, 2000)
- Brązowa medalistka mistrzostw Polski (1997, 1999)
- Zdobywczyni pucharu Polski (1990, 1999, 2000)